# Convolvulus ottonis
Convolvulus ottonis är en vindeväxtart som först beskrevs av Jacques Denys Denis Choisy, och fick sitt nu gällande namn av Carl Daniel Friedrich Meisner. Convolvulus ottonis ingår i släktet vindor, och familjen vindeväxter. Inga underarter finns listade i Catalogue of Life.